# Sanyjachtach
Sanyjachtach (ros. Саныяхтах) – wieś w Rosji, w Jakucji, w ułusie olokmińskim. W 2010 liczyła 683 mieszkańców.